# Pouzolzia nudiflora
Pouzolzia nudiflora là loài thực vật có hoa trong họ Tầm ma. Loài này được (Willd.) Friis & Wilmot-Dear miêu tả khoa học đầu tiên năm 1996.